# Галактікос

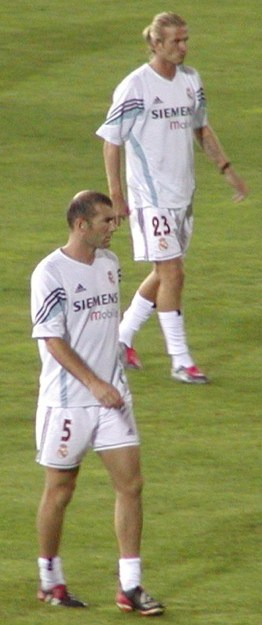
Зінедін Зідан та Девід Бекхем (праворуч) під час виступів за «Галактікос». 2003 рік.

Галактікос (від ісп. galácticos — «галактичні», тобто «суперзірки») — визначення чотирьох знаменитих покупок президента футбольного клубу «Реал Мадрид» Флорентіно Переса з 2000 по 2003 рік — Луїша Фігу, Зінедіна Зідана, Роналдо і Девіда Бекхема.

## Історія
Після свого обрання в 2000 році на пост президента «Реал Мадрида», Флорентіно Перес обіцяв щороку купувати одного суперзіркового гравця.
На початку 2000-х «Реал» перебував на межі банкрутства і Перес продав землю, на якій знаходилася стара тренувальна база «Реал Мадрида» — Сьюдад Депортіва. На продажу клуб виручив 500 млн євро. Незабаром на тому місці побудували чотири хмарочоса — «Куатро-Торрес»  — найвищий в Іспанії
Ерою «Галактікос» називають період, коли четвірка виступала за клуб — з 2000 (прихід Фігу) по 2007 рік (відхід Бекхема). Всі разом вони грали тільки з 2003 по 2005 рік і виграли тільки 1 трофей — Суперкубок Іспанії.
Загалом же 2000 по 2007 рік «Реал Мадрид» виграв Лігу чемпіонів у сезоні 2001/02 і 3 рази ставав чемпіоном Іспанії. Епоха «галактікос» не була найуспішнішою в плані титулів, але доходи клубу і його популярність в цей період значно виросла.

## Гравці
- Луїш Фігу — прийшов 2000 року за 62 млн євро з «Барселони» (трансферний рекорд).
- Зінедін Зідан — прийшов в 2001 році за 75 млн євро з «Ювентуса» (трансферний рекорд).
- Роналдо — прийшов в 2002 році за 46 млн євро з «Інтернаціонале».
- Девід Бекхем — прийшов в 2003 році за 37,5 млн євро з «Манчестер Юнайтед».

Англійський нападник Майкл Оуен, який прийшов в 2004 році, також вважався частиною «галактікос» (був володарем Золотого М'яча у 2001 році) і прийшов в 2004 за 9 млн євро плюс Антоніо Нуньєс, який вирушив у «Ліверпуль». Трансферна вартість Оуена була найнижчою, оскільки йому залишався тільки один рік за контрактом. Майкл Оуен провів лише сезон в Іспанії, більшу частину часу бувши гравцем запасу через травми. Втім, у нього була найкраща статистика по співвідношенню хвилин до голів.
Крім цих гравців іноді «галактікос» називають як всю команду, так і інших найбільш зоряних гравців «Реала» тієї епохи: Рауля, Ікера Касільяса, Роберто Карлоса та інших.